# 普斯托瓦里夫卡
49°42′11″N 29°49′43″E / 49.70306°N 29.82861°E
普斯托瓦里夫卡（烏克蘭語：Пустоварівка）是位於烏克蘭北部的村莊，由基辅州白采爾克瓦區的斯克維拉市鎮負責管轄。該村面積6.2平方公里，海拔高度173米，人口800，人口密度每平方公里180.6人。